# Musheireb-moskee
De Musheireb-moskee is een moskee in Doha, de hoofdstad van Qatar. De moskee werd gebouwd door Msheireb Properties, een dochteronderneming van de Qatar Foundation for Education, Science and Community Development. De moskee is gelegen in de erfgoedwijk binnen het Msheireb Downtown Doha-project. De moskee werd in 2016 geopend.

## Omschrijving
De moskee werd gebouwd als onderdeel van het Msheireb Downtown Doha-project en ligt vlak bij de Msheireb-musea. De moskee ligt op een oppervlakte van ongeveer 1.400 vierkante meter en biedt plaats aan ongeveer 600 gelovigen. Het omvat twee aparte gebedsruimtes, één voor mannen en één voor vrouwen. De moskee biedt ondergrondse parkeergelegenheid voor auto's en liften. De grote zaal van de moskee is ontworpen om overdag zonlicht binnen te laten op een manier die de Qatarese decoratieve patronen weerspiegelt die door de moskee verspreid zijn, waardoor het mogelijk wordt om overdag zonder lampen te werken. De moskeehal staat vol met geometrische tekeningen en islamitische kunstontwerpen.
De moskee bevat een tuin die drie bomen omvat die in de Koran worden genoemd: de granaatappelboom, de olijfboom en de palmboom.